# Пуєшть (Васлуй)
Пуєшть, Пуєшті (рум. Puiești) — село у повіті Васлуй в Румунії. Входить до складу комуни Пуєшть.
Село розташоване на відстані 246 км на північний схід від Бухареста, 30 км на південний захід від Васлуя, 81 км на південь від Ясс, 118 км на північ від Галаца.

## Населення
За даними перепису населення 2002 року у селі проживали 1526 осіб. Рідною мовою 1525 осіб (99,9%) назвали румунську.
Національний склад населення села:
| Національність | Кількість осіб | Відсоток |
| -------------- | -------------- | -------- |
| румуни         | 1511           | 99,0%    |
| цигани         | 14             | 0,9%     |